# تشارلز نزوغبيا
تشارلز نزوغبيا (بالفرنسية: Charles N'Zogbia)‏، من مواليد 28 مايو 1986 في هارفلور في فرنسا، لاعب كرة قدم فرنسي.
بدأ مسيرته الكروية مع نادي نيوكاسل يونايتد الإنجليزي في عام 2004، وهو يلعب معهم حتى الآن.

## روابط خارجية
- تشارلز نزوغبيا على موقع قاعدة بيانات كرة القدم.إي يو (الإنجليزية)
- تشارلز نزوغبيا على موقع بيانات كرة القدم. دي إي (الألمانية)
- تشارلز نزوغبيا على موقع ليكيب (الفرنسية)
- تشارلز نزوغبيا على موقع ناشيونال فوتبول تيمز (الإنجليزية)
- تشارلز نزوغبيا على موقع Soccerbase.com (لاعب) (الإنجليزية)
- تشارلز نزوغبيا على موقع Soccerway.com (الإنجليزية)
- تشارلز نزوغبيا على موقع عالم كرة القدم.نت (الإنجليزية)
- تشارلز نزوغبيا على موقع كووورة
- تشارلز نزوغبيا على موقع AS.com (الإسبانية)